# Syzeuctus maculipennis
Syzeuctus maculipennis là một loài tò vò trong họ Ichneumonidae.